# Сухоруков, Анатолий Петрович
Анато́лий Петро́вич Сухору́ков (29 ноября 1935 — 10 апреля 2014) — советский и российский физик, исследовавший теорию волн и нелинейные взаимодействия в оптике, радиофизике и акустике.

## Биография
Родился в г. Москве, семья проживала на улице Большая Калужская.
В 1943—1950 годах учился в средней школе № 16, г. Москва. По окончании школы награждён похвальной грамотой.
С 1951 по 1955 год — студент в Московском Авиационном приборостроительном техникуме им. С. Орджоникидзе. По итогам обучения, вошёл в 5 % лучших студентов выпуска.
Окончил с отличием кафедру физики колебаний физического факультета МГУ в 1961 году. На эту кафедру он вернулся в 1963 году, поступив в аспирантуру после трёх лет работы младшим научным сотрудником в Институте электронных управляющих машин АН СССР.
В 1967 году защитил кандидатскую диссертацию «Дифракционные пучки в нелинейных средах» под руководством академика Р. В. Хохлова. В 1974 году получил диплом доктора физико-математических наук. Тема его докторской диссертации: «Волновые пучки и импульсы в нелинейных средах». В 1977 году ему присвоено звание профессора по кафедре волновых процессов.
С 1966 года являлся сотрудником физического факультета — сначала старшим инженером, затем ассистентом, старшим преподавателем, доцентом и профессором (с 1976 года). В 1984-1989 годах был назначен заведующим Отделением радиофизики и электроники. В 1989-1992 годах был деканом физического факультета. С 1988 по 2014 года заведовал кафедрой фотоники и физики микроволн (прежнее название до 2008 года — кафедра радиофизики).
В Институте радиотехники и электроники имени В. А. Котельникова РАН им создан филиал кафедры фотоники, а совместно с Институтом общей физики имени А. М. Прохорова РАН и Научным центром волоконной оптики РАН организован учебно-научный центр «Оптоэлектроника» в МГУ. В этих подразделениях ведется экспериментальная подготовка высококвалифицированных специалистов по нанотехнологиям, волоконным лазерам, терагерцовой спектроскопии, выполняются дипломные работы и кандидатские диссертации.
А. П. Сухоруков возглавлял Диссертационный Совет при МГУ по оптике, акустике, радиофизике, входил в состав Совета при ИОФ РАН, в Ученые советы физического факультета МГУ, работал в программных комитетах нескольких Всероссийских и Международных конференций, в редакционных коллегиях ряда известных научных журналов; выполнял экспертизы проектов по государственным научно-техническим программам.

## Научные достижения

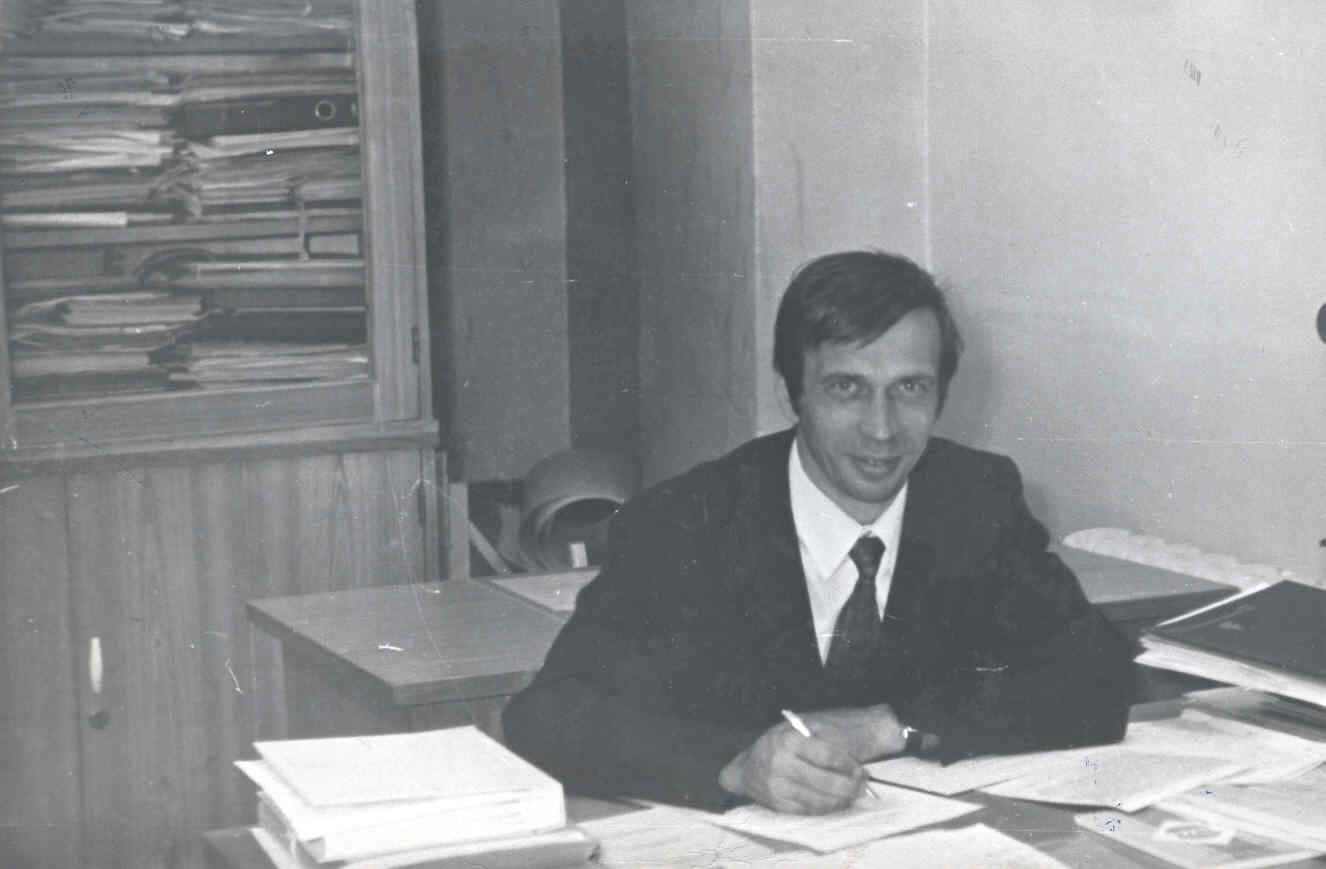
А. П. Сухоруков за рабочим столом (1970)

Внёс основополагающий вклад в развитие теории волн и нелинейных взаимодействий в оптике, радиофизике и акустике. Среди многих достижений далее отмечены результаты, которые сам учёный считал наиболее важными и оказавшими существенное влияние на развитие последующих исследований).
Обширный круг исследований ученого был посвящён самофокусировке волновых пучков в средах с различными механизмами нелинейности.
Проведя гидродинамическую аналогию, он впервые получил ряд точных аналитических решений, описывающих ход лучей в нелинейных средах. Вместе с тем, им был разработан универсальный метод безаберрационного описания самофокусировки, нашедший широкое применение в научной литературе. Это позволило определить конечное время жизни нелинейного волновода при самофокусировке в релаксационной среде.
В работах по нелинейной оптике нематических жидких кристаллов им впервые была установлена аберрационная природа наблюдавшейся в экспериментах кольцевой структуры самофокусирующегося лазерного пучка. Вместе с коллегами из ФИАН обнаружил и описал фазовый переход второго рода в ограниченной области облучения нематических жидких кристаллов, выявил механизм автоколебаний директора нематических жидких кристаллов в непрерывном световом поле.
Другое весьма важное направление исследований А. П. Сухорукова относилось к нелинейной оптике атмосферы. Здесь он впервые исследовал целый ряд закономерностей распространения мощных лазерных пучков через прозрачную и облачную среду. Им было предсказано явление самоискривления (самоотклонения) траектории светового пучка в движущейся среде или при его сканировании; выявлены основные свойства тепловой дефокусировки с учётом свободной конвекции. Ему принадлежит цикл пионерских работ по нелинейной адаптивной оптике.
Им была разработана удивительно простая теория лазерного просветления облачной среды на основе введения водности, изменяющейся при лазерно-индуцированном испарении жидких аэрозолей. Практически все последующие работы других авторов следовали этому представлению. Позднее идея индуцированного просветления атмосферы была перенесена А. П. Сухоруковым и его учениками на лазерный фотолиз озона. Это привело к развитию двух новых направлений: нелинейной оптики озоносферы и лазерной фотохимии озона и, вообще, малоатомных молекул. В частности, он впервые изучил возможности лазерного просветления озонного слоя.
Третья группа работ А. П. Сухорукова посвящена исследованию трехчастотных взаимодействий волновых пучков и пакетов с учётом дифракции и дисперсии. Разработанная им теория позволила понять явление дифракционной некогерентности, выявить дифракционный предел эффективности мощных удвоителей частоты света, сформулировать принцип оптимальной фокусировки, который составляет основу современной техники высокоэффективного преобразования частоты лазерного излучения.
Он один из первых развивал теорию параметрического взаимодействия и вынужденного рассеяния коротких импульсов с учётом рассогласования групповых скоростей. Он впервые рассмотрел генерацию гигантского параметрического импульса, который имел амплитуду большую, чем у волны накачки, и фемтосекундную длительность. Этот эффект используется в технике формирования сверхкоротких оптических импульсов до сего времени.
А. П. Сухоруков открыл в 1974 году новый механизм локализации волновых пучков и импульсов в квадратично-нелинейных средах и предсказал существование параметрических солитонов, которые часто называются квадратичными по типу нелинейности среды.
А. П. Сухоруков стоит у истоков нелинейной акустики волновых пучков. Он первым начал разрабатывать теорию дифракции узких пучков в средах без дисперсии и применил её к описанию параметрических акустических антенн. Важное практическое значение имеют его работы по нелинейной акустике стратифицированных сред при наличии ветра. Им были найдены точные аналитические решения уравнений высокочастотной акустики при произвольном задании распределения фазы и амплитуды на границе источника звука.

## Преподавательская деятельность

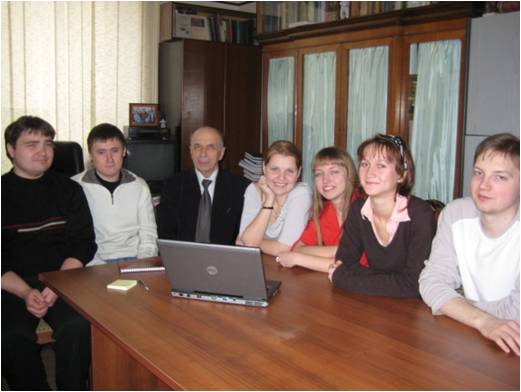
А. П. Сухоруков в рабочем кабинете со студентами и сотрудниками

А. П. Сухоруков постоянно вёл работу по подготовке физиков высокой квалификации. Он являлся одним из ведущих лекторов физического факультета МГУ. Им создан и успешно читался почти 40 лет годовой общий курс «Теория волн».
Написанное с его главным участием учебное пособие по этому курсу, выдержавшее два издания, стало настольной книгой студентов, аспирантов и научных сотрудников.
Научная школа, созданная А. П. Сухоруковым по тематике «Физика волновых взаимодействий в неоднородных и нелинейных средах»,
развивает традиции, заложенные в Московском университете академиком Р. В. Хохловым. Среди учеников А. П. Сухорукова более 80 выпускников физического факультета МГУ, 36 кандидатов и 8 докторов наук. Вместе с коллегами и учениками успешно выполнил многочисленные научные гранты и проекты.
Большую роль в подготовке высококвалифицированных научных кадров продолжают играть ежегодные Всероссийские школы-семинары по волновым явлениям для молодых ученых, проводимые изначально под его руководством в 1995-2014 годах. Также, с 2002 по 2013 года Анатолий Петрович являлся бессменным председателем Программного комитета Международных молодёжных научных школ «Когерентная оптика и оптическая спектроскопия», ежегодно проводимых в Казани, а также международных научных школ «Наука и инновации», ежегодно проводимых под городом Йошкар-Ола.

## Публикации
А. П. Сухоруков опубликовал более 400 научных статей и ряд книг, в их числе — две монографии:
- А. П. Сухоруков. Нелинейные волновые взаимодействия в оптике и радиофизике. — Москва: Наука, 1988. — 230 с. — ISBN 5-02-013842-8.
- Ю. Н. Карамзин, А. П. Сухоруков, В. А. Трофимов. Математическое моделирование в нелинейной оптике. — Изд-во МГУ, 1989. — 153 с. — ISBN 5-211-00336-5.

и два учебных пособия:
- М. Б. Виноградова, О. В. Руденко, А. П. Сухоруков. Теория волн: учебное пособие для физических специальностей вузов. — 2-е издание, переработанное и дополненное. — Москва: Наука, 1990. — 432 с. — ISBN 5-02-014050-3.[25]
- Ю. К. Алексеев, А. П. Сухоруков. Введение в теорию катастроф : учебное пособие для студентов высших учебных заведений, обучающихся по направлениям «Физика», «Прикладная математика» и специальности «Физика». — 2-е издание, дополненное. — URSS, 2009. — 171 с. — ISBN 978-5-397-00237-0.[26]

## Награды

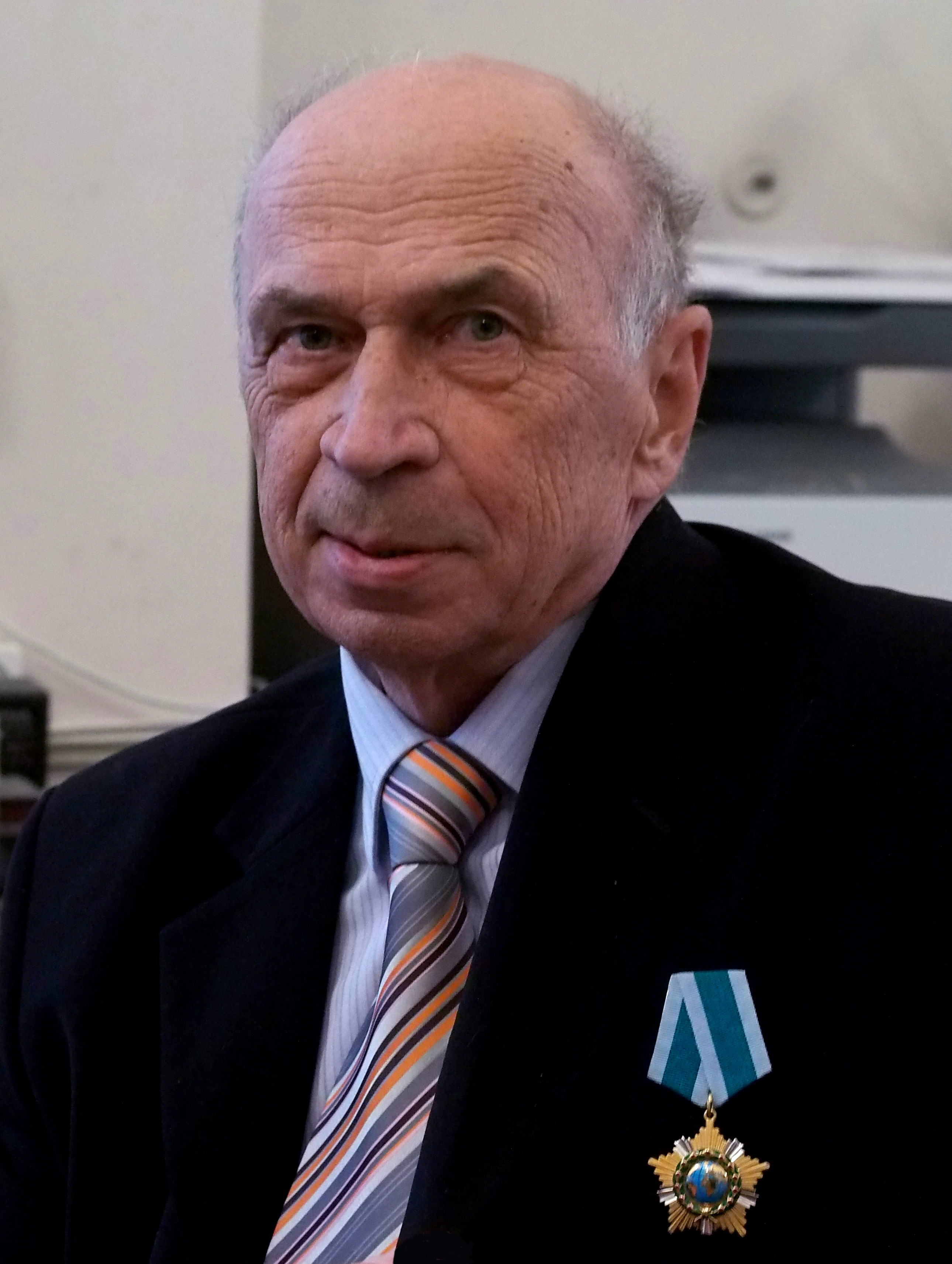
А. П. Сухоруков с Орденом Дружбы в 2013 г.

- Почётный знак «225 лет МГУ» (1980)
- Государственная премия СССР в области науки и техники (1984) — за цикл работ «Высокоэффективное нелинейное преобразование частоты в кристаллах и создание перестраиваемых источников когерентного оптического излучения» (1963—1982)
- Ленинская премия в области науки и техники (1988) — за открытие и исследование эффектов самофокусировки волновых пучков
- Медаль «Ветеран труда» (1988)
- Заслуженный деятель науки Российской Федерации (1996)[27]
- Медаль «В память 850-летия Москвы» (1997)
- Заслуженный профессор МГУ (2003)[28]
- Почётный знак «250 лет МГУ» (2004)[29]
- Премия имени М. В. Ломоносова МГУ за научную деятельность II степени (2006) — за цикл работ «Нелинейные волновые явления в слоистых структурах, средах с пространственно-временной дисперсией и их приложения в фотонике»[30][31]
- Орден Дружбы (2013) — за заслуги в области образования и многолетнюю плодотворную работу[32]

## Общественная деятельность
А. П. Сухоруков активно участвовал в общественной жизни на университетском, отечественном и международном уровнях. Со студенческой скамьи входил в руководящие органы различных обществ. Много лет избирался в Федерацию шашек СССР, сначала заместителем председателя Федерации (1980—1984), а затем председателем Федерации (1984—1991). В 1986—1991 годах работал вице-президентом Всемирной Федерации шашек, представлял Федерацию в Обществе дружбы «СССР — Нидерланды».